# Royal Arena
Royal Arena is een multifunctionele arena in Ørestad in de Deense hoofdstad Kopenhagen. Op 26 juni 2013 begon men aan de bouw van de nieuwe arena. In 2017 werd hij officieel geopend. De Royal Arena heeft een capaciteit van 13.000 mensen voor sportactiviteiten en 16.000 voor concerten, waarmee het de grootste indoor arena van het land is. 

## Achtergrond
Kopenhagen had al langer nood aan een nieuwe arena, aangezien Parken vooral voor voetbalwedstrijden wordt gehouden en andere arena's als de Brøndbyhallen en Ballerup Super Arena een te kleine capaciteit hebben. Het Eurovisiesongfestival 2014 werd gehouden in de B&W Hallerne, maar dit voormalige industriecomplex is te duur voor grote evenementen. Voor het Eurovisiesongfestival, het wereldkampioenschap handbal, Disney on Ice en Cirque du Soleil is de Royal Arena veel meer geschikt.
Metallica was de eerste band die mocht spelen in de nieuwe arena op 3 februari 2017. Daarna volgden tal van grote namen als Drake, Bruno Mars, Sting, Katy Perry en Iron Maiden.
Vanaf 2021 zal in de Royal Arena de wielerwedstrijd Zesdaagse van Kopenhagen worden verreden.

## Sportevenementen
Handbal
- Wereldkampioenschap handbal mannen 2019

Zwemmen
- Europese kampioenschappen kortebaanzwemmen 2017